# カワスイ 川崎水族館
カワスイ 川崎水族館（カワスイ かわさきすいぞくかん）は、神奈川県川崎市川崎区・川崎ルフロンの9階 - 10階にある水族館。
2020年7月17日開館。

## 概要
川崎市初の水族館であり、日本初の駅前商業施設内の水族館である。
「世界の美しい水辺」をテーマに、淡水域の生き物を中心に多摩川やアジア、アフリカ、アマゾンの熱帯雨林などの世界各地の環境に暮らす生き物を展示し、ピラルクーやオニオオハシがメインキャラとなっている。
昼と夜とで照明や音響が変化する展示方法をとっている。
既存の建物に水族館を作る試みは日本初であり築30年を超える建造物故面積や総水量はかなり限られているもののプロジェクションマッピングや反応する大型の映像モニターなどエンターテイメント性が高い都市型の水族館である。ハイギョやメコンオオナマズなど希少性の高い種も多く保有しておりナマケモノやショウジョウトキといった哺乳類、鳥類も多く飼育展示している。
また、カワスイ 川崎水族館はテレビや企画展、地域限定のキャンペーンなど、いろんな取り組みにも積極的に参加している。

## 感染予防対策
安心安全の水族館を目指して、水族館としては日本初の取り組みとなる「3D飛沫可視化システム」による気流・飛沫シミュレーションを実施している。
カワスイ館内を模した解析モデルを作成して、人体から発生した飛沫の経路や換気状況を可視化した飛沫解析結果をもとに、館内の抗菌・抗ウイルス対策を実施して、館内の空気が滞留している場所を見える化した。

### 解析結果に基づく、抗菌・抗ウイルス対策
ウイルスや飛沫等の拡散物質が40分経過後も数値に変化がないゾーンに、高性能空気清浄機「Airdog X5s」「Airdog X8 pro」を設置している。光触媒と銀イオンによる抗ウイルスなどの機能を有し、新型コロナウィルス不活化効果の認められた「アイセーブ抗菌CCFLライト」と、「アイセーブ抗菌CCFLライト」内蔵の「WARP Air」を導入した。

## 沿革
- 2020年7月 - 開館

- 2020年8月 - ガイアの夜明け[2] 放映

- 2020年4月 - 特別企画展「黄金さかな博[3]」

- 2020年7月 - 特別企画展「さかなたちのカワスイ夏祭り[4]」

- 2020年10月 - 企画展「カワスイ ハロウィン2021[5]」

- 2020年12月 - 特別企画展「ツッコミたくなる⁉おさかな動物園[6]」

- 2022年1月 - 特別キャンペーン「神奈川県民新成人 無料キャンペーン[7]」

- 2022年1月 - 特別キャンペーン「川崎市民割キャンペーン[8]」

- 2022年2月 - 「3D飛沫可視化システム」による気流・飛沫シミュレーションを実施[9]

- 2022年2月 - 2月22日『カワスイ「ナマズ」の日』認定[10]

- 2022年2月 - 特別イベント　カワスイ ナマズ総選挙

- 2022年3月28日 - 運営会社の「アクア・ライブ・インベストメント」と子会社の「アクア・ライブ・ネイチャー」および「アクア・ライブ・ギフト」（飲食物販運営）の3社連名で、東京地方裁判所へ民事再生法適用を申請した旨を発表した[11]。新型コロナウイルス禍の長期化により入場者数の低迷が続いていたことによるもの。営業は継続し、スマートフォンアプリ企画・開発・運営を業とする会社「イグニス」が民事再生スポンサーとして支援する。それに伴い、同年7月1日付けで全事業が新会社「株式会社アイ・レジャー・エンターテインメント」に引き継がれた[12]。

- 2024年1月 - 新型コロナウイルス禍の更なる長期化で経営悪化が続いたため再度全事業譲渡を実施。譲渡先は、茨城県石岡市に本社を置く、屋内動物園や本格動物カフェなどの施設運営企業「株式会社MOFF」。アイ・レジャー・エンターテインメントは同年8月1日付で横浜地方裁判所川崎支部より破産手続の開始決定を受け倒産[13]。

## 営業概要

### 営業時間
- 10:00 - 20:00（最終入館 19:00）

4月 - 9月は18:00、10月 - 3月は16:00から夜の演出に変更

### 入館料
- 大人：2,000円
- 高校生：1,500円
- 小・中学生こども（小・中学生）：1,200円
- 幼児（4歳以上）：600円

### 年間パスポート
- 大人：6,000円
- 高校生：4,500円
- 小・中学生こども（小・中学生）：3,600円
- 幼児（4歳以上）：1,800円

※カード型年間パスポートの場合、別途200円の発行金額がかかる
特典
- カワスイオフィシャルショップ・AOW・こもれびカフェ（ソラネコカフェ除く）での合計金額の税抜きから5％OFF
- AOW・こもれびカフェにて誕生日にスイーツをプレゼント
- カフェクラムにて誕生日にポップコーンをプレゼント
- 同伴者（14名まで）1人あたり入館料金100円引き

## その他
開発当初は「mizoo（ミズー） 川崎水族館」の名称だったが、2020年4月に「カワスイ 川崎水族館」と変更された。

## 所在地・アクセス
所在地：神奈川県川崎市川崎区日進町1-11 川崎ルフロン9-10階
- JR川崎駅東口より徒歩1分
- 京浜急行川崎駅より徒歩5分